# Phorbia digitata
Phorbia digitata är en tvåvingeart som beskrevs av Griffiths 1996. Phorbia digitata ingår i släktet Phorbia och familjen blomsterflugor.
Artens utbredningsområde är Saskatchewan. Inga underarter finns listade i Catalogue of Life.